# Idea (album)
Idea studijski je album australskog rock sastava The Bee Gees, koji izlazi u kolovozu 1968. godine. Treći je album koji izdaju za izdavača ATCO i prodaju ga u više od 1.000.000 primjeraka širom svijeta. Materijal sadrži skladbu "Such a Shame", koja je jedina pjesma sastava koju ne izvode (niti su je napisali) braća Gibb. Objavljena je samo na britanskoj verziji albuma, dok je s američke izbrisana i umjesto nje dodana njihova nedavna hit skladba "I've Gotta Get a Message to You", koja se opet ne nalazi na britanskom izdanju. Kada je album nanovo izdan 1980., obje skladbe bile su uključene na popis.
2006. godine izdavačka kuća Reprise Records objavljuje reizdanje albuma Idea (koristeći europske omote) kao dvostruko CD izdanje. Na prvom CD-u nalazi se originalni materijal iz 1968., a na drugom CD-u nalaze se neobjavljene skladbe i alternativne snimke.

## Popis pjesama
1. "Let There Be Love" – 3:32
2. "Kitty Can" – 2:39
3. "In The Summer of His Years" – 3:10
4. "Indian Gin and Whisky Dry" – 2:01
5. "Down to Earth" – 2:32
6. "Such a Shame" – 2:28 (Vince Melouney)
7. "Idea" – 2:51
8. "When the Swallows Fly" – 2:32
9. "I Have Decided to Join the Air Force" – 2:11
10. "I Started a Joke" – 3:08
11. "Kilburn Towers" – 2:19
12. "Swan Song" – 2:58

Reizdanje iz 2006. Bonus Disk
Sve skladbe označene zvjezdicom (*) prethodno su neobjavljene.
1. "Chocolate Symphony"*
2. "I've Gotta Get a Message to You" Mono singl verzija
3. "Jumbo"
4. "The Singer Sang His Song"
5. "Bridges Crossing Rivers"*
6. "Idea" Alternate Mix*
7. "Completely Unoriginal"*
8. "Kitty Can" Alternate Mix*
9. "Come Some Christmas Eve or Halloween"*
10. "Let There Be Love" Alternativni miks*
11. "Gena's Theme"
12. "Another Cold and Windy Day" Coca Cola Spot #1*
13. "Sitting in the Meadow" Coca Cola Spot Spot #2*

Sve skladbe skladali su Barry, Robin i Maurice Gibb, osim ako nije drugačije naznačeno.

## Izvođači
- Barry Gibb	 – 	Vokal, Gitara
- Robin Gibb	 – 	Vokal
- Maurice Gibb	 – 	Bas gitara, Klavijature, Vokal
- Vince Melouney	 – 	Prva gitara, Vokal u skladbi "Such A Shame"
- Colin Petersen	 – 	Bubnjevi

## Vanjske poveznice
- discogs.com - Bee Gees - Idea